# Craspedorhachis
Craspedorhachis is een geslacht uit de grassenfamilie (Poaceae). De soorten van dit geslacht komen voor in Afrika en Noord- en Zuid-Amerika.

## Soorten
Van het geslacht zijn de volgende drie soorten bekend:
- Craspedorhachis africana
- Craspedorhachis digitata
- Craspedorhachis rhodesiana